# أجرة السفر جوا
أجرة السفر (تُعرف أيضًا باسم الأجرة) هي الرسوم التي يدفعها الراكب مقابل النقل الجوي وتتكون من رسوم السفر للراكب من بلد المنشأ إلى الوجهة وتتضمن الشروط والقواعد والقيود الخاصة بالسفر على تذكرة الطيران.
تتكون أسعار تذاكر الطيران عادةً من مكونات الأجرة والقواعد التي تحدد منتج السفر والخدمات والسعر وتشمل: محطة الأقلاع/ الوصول، وفئة السعر، ومؤشر الاتجاه الواحد / ذهابًا وإيابًا، ومبلغ الأجرة، وتواريخ الصلاحية، وعدد الأميال والقواعد الأخرى. لبيع تذاكر السفر، تعتمد العديد من شركات الطيران على مخصصات المخزون (inventory allocations) ضمن مجموعات فرعية محدودة ومحددة أبجديًا - «دلاء المخزون» (inventory buckets) - ورموز الأسعار لكل أجرة يتم بيعها. باعت شركات الطيران تذاكر الطيران بهذه الطريقة منذ بداية السفر الجوي التجاري وقبل وجود نظام الحجز بالكمبيوتر. مع إدخال أنظمة محوسبة جديدة تدريجيًا في صناعة النقل الجوي في الستينيات، تم تطوير طريقة تحديد تذاكر الطيران وإدارتها ضمن رموز الأسعار بشكل أكبر وانتشر الاستخدام على نطاق واسع.
نماذج الأعمال المتطورة (مثل شركات النقل منخفضة التكلفة)، وتغيير احتياجات المستهلكين، وتقنيات عصر الإنترنت مثل تكنولوجيا التسوق والحجز الأكثر مرونة، تتيح لشركات الطيران طرقًا جديدة لتسعير منتجاتها وتوزيعها.

## فئة الأجرة
فئة الأجرة (المعروفة أيضًا باسم فئة الحجز) هي مصطلح في صناعة الطيران يشير إلى درجة السفر ويشير إلى جودة المقعد أو المقصورة أو الخصائص الأخرى لفئة السفر. تستخدم معظم أنظمة حجوزات شركات الطيران وأقسام إدارة الإيرادات فئات الأجرة لتقسيم كل مقعد على متن الطائرة إلى فئات مختلفة، ولكل منها سعرها الخاص ومجموعة القواعد.

## حفظ الأجرة
تنشر أكثر من 450 شركة طيران ما يزيد عن 100 مليون رحلة جوية من خلال قاعدة بيانات تذاكر الطيران المملوكة لشركة طيران شركة تاريف للنشر (ATPCO) للتوزيع إلى أنظمة التوزيع العالمية (GDS) وتجار التجزئة الخارجيين. كانت (ATPCO) مكونًا مهمًا في توزيع شركات الطيران لأكثر من 50 عامًا. تتم عملية إيداع الأسعار يدويًا وتتطلب إدخال بيانات الأسعار وقواعد الأسعار والأسعار والضرائب في قاعدة بيانات (ATPCO).

## كود الأجرة
تُستخدم أكواد الأجرة (المعروفة أيضًا باسم أكواد الحجز أو محددات الحجز - RBD) في معاملات الحجز لتحديد فئة الخدمة التي يجب على الراكب حجزها لتلقي الأجرة، وتعمل أيضًا كرمز لمراقبة المخزون.
بعض رموز الأسعار قياسية في جميع شركات الطيران، في حين أن بعضها يختلف اختلافًا كبيرًا اعتمادًا على شركة الطيران. على سبيل المثال، قد تحتوي الطائرة على 25 مقعدًا اقتصاديًا لا يزال متاحًا وقد تعرضها شركة الطيران في نظام حجز مثل (Y7 K5 M4 T6 E3) مما يشير إلى عدد كل فئة حجز يمكن حجزها. لا يمكن بيع بعض الرموز من قبل الوكلاء، وقد يتم حجز هذه المقاعد للركاب المواصلين دوليا أو برامج الولاء أو لنقل موظفي شركة الطيران.
تم تحديد رموز الأسعار من قبل إياتا، لكن شركات الطيران انحرفت عن معيار إياتا ورموز الحجز الحالية خاصة بشركات الطيران. قد يكون لنفس الرمز معاني مختلفة للتذاكر الصادرة عن شركات طيران مختلفة. تستخدم العديد من شركات الطيران جميع الأحرف الأبجدية تقريبًا لدعم إدارة العائد.كما احتفظت رموز حجز معينة بنفس المعنى عبر معظم شركات الطيران:
| كود الأجرة | المعنى                                                                                     |
| ---------- | ------------------------------------------------------------------------------------------ |
| F          | الدرجة الأولى كاملة الأجرة، على شركات الطيران التي تتميز بدرجة أولى مميزة عن درجة الأعمال. |
| J          | درجة الأعمال كاملة الأجرة                                                                  |
| W          | الدرجة الاقتصادية الممتازة كاملة الأجرة                                                    |
| Y          | الدرجة السياحية كاملة الأجرة                                                               |

## قاعدة الأجرة
توفر قواعد الأسعار الشروط والأحكام والخدمات التفصيلية التي يتم تقديم فئات الأسعار من أجلها. في حالة الأسعار المقدمة مسبقًا في (ATPCO)، يمكن أن تشير قاعدة الأجرة إلى القواعد التي تحكم الأسعار المنشورة (مجمعة حسب الفئات) أو الأسعار الواردة في نص القاعدة (Fare By Rule).

## الفرق بين رمز التعرفة ورمز أساس التعرفة
يتم تحديد رمز الأجرة (أو رمز الحجز أو محدد الحجز) بحرف واحد أو حرفين.
يمكن أن يتكون رمز أساس الأجرة (غالبًا ما يشار إليه فقط على أنه أساس الأجرة) من 1 إلى 8 أحرف أبجدية رقمية، ويستخدم لتحديد السعر والقيود المفروضة على التذكرة. تبدأ الرموز الأساسية للأجرة بحرف يسمى رمز الأجرة والذي يتطابق دائمًا تقريبًا مع فئة الحجز التي تم الحجز فيها.
مثال:
يخبرنا رمز أساس الأجرة (WH7LNR) بما يلي:
- W: لدي تذكرة فئة حجز W (= رمز التذكرة)
- H: إنها تذكرة موسم الذروة.
- 7: لا بد لي من الحجز 7 أيام مقدما.
- L: إنها رحلة طويلة.
- NR: التذكرة غير قابلة للاسترداد.

## التسعير الديناميكي
تعمل أسعار شركات الطيران الحالية وفقًا لمعايير تستند إلى تقنية عمرها أكثر من 50 عامًا تحدد المنتجات بشكل ثابت وتقيد شركات الطيران بـ 26 نقطة سعر. يؤدي العدد المحدود لنقاط الأسعار إلى قفزات غير ضرورية في الأسعار لا تعود بالفائدة على العملاء أو شركات الطيران. تتطلع العديد من شركات الطيران إلى التغلب على عيوب التسعير الحالي لشركات الطيران والسماح بمزيد من الأسعار لخدمة طلبات العملاء بشكل أفضل.
تطبق العديد من شركات الطيران التسعير الديناميكي (يشار إليه أحيانًا بالعروض الديناميكية). التسعير الديناميكي هو التعديل التلقائي لسعر البدء بناءً على رؤى البيانات لأغراض تحسين كل من الإيرادات وامتصاص العملاء. يمكن أن تأتي بيانات الأسعار الأولية من أي عدد من المصادر - بدءًا من أنظمة إدارة الإيرادات (RM) إلى أسعار ATPCO المودعة 
مثال على التسعير الديناميكي هو «التسعير المستمر» الذي تنفذه مجموعة لوفتهانزا.